# Woodland Critter Christmas
«Woodland Critter Christmas» (en España «La Navidad de las criaturas del Bosque» y en Hispanoamérica «La Navidad de los animalitos del Bosque») es el episodio 14 y último de la octava temporada de la serie animada South Park.

## Trama
El episodio es narrado a manera anapéstica de cuento de Navidad. Dicha narración gira en torno al bosque cerca al pueblo de South Park donde su protagonista es un pequeño niño de 8 años con sombrero de pompón rojo, Stan Marsh. El niño camina por el bosque y encuentra animalitos de bosque parlantes con nombres muy curiosos como: un pajarito, pájaro carpintero, el Oso, la ardilla, el conejo, la zorra, la zorrillo, el castor, el mapache, el venado, el ratón y la puercoespín. Stan se sorprende al verlos como adornan su propio árbol de Navidad y los animalitos le piden amablemente a Stan hacerles una estrella y el niño les termina haciendo una estrella amarilla hecha de papel y se despide de sus nuevos amigos.
Esa misma noche, los animalitos sorpresivamente aparecen en la habitación de Stan mientras dormía y explican que necesitaban de nuevo su ayuda para construir su propio pesebre; ya que Puercoespini estaba embarazada por concepción inmaculada y que daría a luz al salvador de los animalitos. Stan cansado y a regañadientes les construye un pequeño pesebre pero la felicidad de los animalitos frente a este hecho es opacada por el miedo hacia una Puma que al parecer previamente había matado al bebé de la puercoespín por lo que le insisten a Stan que la detenga. Aun considerando que la situación está fuera de sí Stan atrae a la Puma a una trampa y la mata luego de que ella se cayera de la cima de la colina del bosque pero su alma queda rota luego de saber que había dejado a los cachorros de la Puma sin madre. Para colmo de males, Stan les da la noticia de la muerte de la Puma y se entera de que el Dios de los animalitos es Satanás; tenían una gran devoción hacia el y Puercoespini esperaba a su hijo, es decir, el Anticristo. Stan al principio reclama que podía ser una versión animal del hijo de Dios pero Puercoespini irónicamente le refuta diciéndole "Tu crees que Dios le haría el sexo a un puercoespín?" y seguidamente Coneji se ofrece para que se le haga un ritual matándolo y comiéndose sus entrañas, luego de eso los animalitos hacen una orgía de sangre. Stan se arrepiente de matar a la gata montés que era la única capaz de detener a los animalitos.
Al día siguiente Stan reflexiona y decide disuadir a los animalitos (todo esto obligado por el narrador) y cuando Stan se propone a destruir el pesebre que había construido (con la estrella al revés) los animalitos usan sus poderes para atacarlo sin matarlo. Stan aún sabiendo que los cachorros puma podían detener a los animalitos acude a ellos y los cachorros aunque no tienen la misma capacidad de su madre de matar al Anticristo se dan cuentan que pueden hacer que la madre, la puercoespín, aborte al feto. Una vez más obligado por el narrador, Stan y los cachorros llegan a la clínica de abortos del pueblo y el doctor accede a enseñarles como practicar los abortos. Por otro lado los animalitos observan a Kyle triste y solo y se dan cuenta de que él es judío y que no es bautizado ni celebra la Navidad (a diferencia de Stan quien como católico no era apto para el Anticristo) lo secuestran para cumplir con sus planes.
Al rato Stan vuelve con los cachorros al bosque pero llega tarde; el Anticristo nació y Kyle por no ser bautizado se encuentra atado a un altar satánico para recibir al Anticristo. En ese momento llega Santa Claus indignado por ver una estrella roja y al saber que significaba regaña a Stan por sus accidentadas acciones y de inmediato saca una escopeta Spas 12 y asesina brutalmente a los animalitos del bosque. Santa y Stan deciden matar al Anticristo pero Kyle libre del altar decide recibirlo para "hacer del mundo un lugar mejor para los judíos" por lo que se torna maligno y soltando una risa demoníaca.
La narración pasa hacia el 4° de primaria, donde Kyle interrumpe la lectura; escrito y narrado por Cartman. Kyle exige terminar su lectura ya que este enviaba un mensaje subliminalmente antisemita. El Sr. Garrison accede para evitar problemas con la madre de Kyle, pero los chicos de la clase, incluso Stan, curiosos por saber el final de la historia, piden que continúe la historia, pero Kyle imagina que su destino es la muerte a manos de Santa. Cartman confirma que así no termina la historia por lo que se le permite terminar su lectura.
En la historia, Kyle comienza a sentirse mal al no saber de la maldad del Anticristo dado por ser hijo de Satanás. Santa se decide a matarlo para evitar que el Anticristo consumiese su alma pero los cachorros incitados por Stan deciden practicarle el aborto sacándole así al Anticristo el cual es finalmente aplastado por Santa con una mandarria. Por corregir sus acciones, Santa le concede a Stan un regalo especial; con su magia devuelve la vida a la Puma madre. Al final Stan tiene una Feliz Navidad y en palabras del narrador "Todos vivieron felices, excepto Kyle que murió de sida, dos semanas después" (mostrando a Kyle que muere en el hospital). El capítulo termina con una tarjeta de Navidad que dice "Fin" (THE END) y Kyle con indignación grita y dice: "¡Carajo Cartman!".